# ISO/IEC 20000
ISO/IEC 20000 – pierwszy międzynarodowy standard dla zarządzania usługami IT, opracowany przez Międzynarodową Organizację Normalizacyjną. Norma bazuje na normie BS 15000 opracowanej w 2005 przez BSI Group. Standard jest przeznaczony dla każdej organizacji, w której funkcjonują usługi IT.
Na standard składają się dwie normy:
- ISO/IEC 20000-1:2011 – International Standard – Information Technology – Service Management – Part 1: Service management system requirements
- ISO/IEC 20000-2:2005 – International Standard – Information Technology – Service Management – Part 2: Code of practice.

Ich polska, zharmonizowana wersja opublikowana została w 2007 roku. Polskie wydanie niczym nie różni się od oryginału, a jego nazwa brzmi:
- PN-ISO/IEC 20000-1: 2007 – Technika informatyczna – Zarządzanie usługami – Część 1: Specyfikacja
- PN-ISO/IEC 20000-2: 2007 – Technika informatyczna – Zarządzanie usługami – Część 2: Reguły postępowania.

Część pierwsza zawiera wymagania, na podstawie których firmy mogą się certyfikować i uzyskać potwierdzenie zgodności z normą. Niespełnienie któregokolwiek z wymagań może oznaczać, że firma nie uzyska certyfikatu. Część 2 stanowi rozszerzenie wymagań z części pierwszej o pewne rekomendacje, bazujące na modelu Information Technology Infrastructure Library, elementach Microsoft Operations Framework i COBIT.